# کوچوک دیکی‌لی (سیحان)
کوچوک دیکی‌لی (به ترکی استانبولی: Küçükdikili) یک منطقهٔ مسکونی در ترکیه است که در سیحان واقع شده‌است.